# Enekpedekumoh Okporu
Enekpedekumoh Okporu (ur. 11 kwietnia 1962) – nigeryjski zapaśnik walczący w stylu wolnym. Olimpijczyk z Barcelony 1992, gdzie zajął jedenaste miejsce w kategorii 82 kg.
Dwudziesty na mistrzostwach świata w 1991. Mistrz igrzysk afrykańskich w 1991 i 1995. Czterokrotny medalista mistrzostw Afryki w latach 1990 - 1994. Czwarty na igrzyskach Wspólnoty Narodów w 1994 i na mistrzostwach Wspólnoty Narodów w 1993. Piąty w Pucharze Świata w 1991 roku.
- Turniej w Barcelonie 1992

Przegrał z László Dvorákiem z Węgier i Bułgarem Rachmatem Sofiadim.